# Jimmy Makulis
Jimmy Makulis, bijgenaamd De Sinatra van het Oosten (Grieks: Τζίμης Μακούλης) (Athene, 12 april 1935 – aldaar, 28 oktober 2007) was een Griekse schlagerzanger. Hij was vooral in de jaren '50 en '60 bekend en met een Berlijnse getrouwd. Hij zong in tien talen.

## Carrière
In 1949 won hij in Athene een zangwedstrijd waardoor hij erg bekend werd in Griekenland. Midden jaren 50 kwam hij naar Duitsland en daar had hij in 1956 een hit met Auf Cuba sind die Mädchen braun. Zijn grootste succes kwam echter in 1959 met de coverversie Gitarren klingen leise durch die Nacht, dat een evergreen is geworden in de schlagerwereld. Deze opname komt origineel uit het toenmalige Oost-Duitsland en werd gezongen door Gunter Geissler.
In 1961 speelde hij in de film Auf den Straßen einer Stadt en vertegenwoordigde hij ook Oostenrijk op het Eurovisiesongfestival met het lied Sehnsucht. Hij behaalde slechts een gedeelde (met België) laatste plaats.
Hij verhuisde in 1966 naar Las Vegas om daar zijn succes uit te bouwen. In 1985 keerde hij naar Griekenland terug, begin jaren '90 kwam hij nog naar Duitsland en had daar kleine successen. In 1990 nam hij ook nog deel aan de Griekse preselectie voor het songfestival, zonder succes.
In de herfst van 2007 overleed Jimmy Makulis op 72-jarige leeftijd in een ziekenhuis in Athene, nadat hij pas daarvoor een openhartoperatie had ondergaan. Hij werd 30 oktober begraven.

## Discografie

### Vinylsingles
| Jaar | A/B-kant                                                           | Catalogusnr. |
|      |                                                                    | Polydor      |
| 1955 | Gib mir deine Hand / Alexandria                                    | 23143        |
| 1956 | Tschika-Tschika-Bum / Kleine Cha-Cha-Senorita                      | 23176        |
|      |                                                                    | Heliodor     |
| 1956 | Auf Cuba sind die Mädchen braun / In einer Mondnacht in Peru       | 450003       |
| 1956 | Tongatabu / Maria Mia Manzanares                                   | 450045       |
| 1957 | Donna Dolores / Cubana – Cubanita                                  | 45108        |
| 1957 | Sieben Berge – sieben Täler (& Ditta Zusa) / Bahama Mama           | 450159       |
| 1957 | Sieben Berge – sieben Täler (& Ditta Zusa) / Nani – Nana           | 450137       |
|      |                                                                    | Polydor      |
| 1957 | Buona Sera / Mia Maddalen                                          | 23601        |
| 1958 | Wer das Wunder kennt / Uns trennen Länder (A+B: Erni Bieler)       | 23636        |
| 1958 | Konstantinopel / Addios, Mariquita Linda                           | 23655        |
| 1958 | Am Strande von Mindanao / Mit etwas Liebe (A+B: & Lolita)          | 23720        |
| 1958 | So küssen die Frauen in Peru / Canzone d’amore                     | 23746        |
| 1958 | Te Quiero / Stern von Napoli (A+B: & Lolita)                       | 23749        |
| 1958 | Buenas noches mi amor / Spiel auf dem Tamburin                     | 23818        |
| 1958 | So eine Liebe / Eine kleine Reise                                  | 23863        |
|      |                                                                    | Ariola       |
| 1959 | Gitarren klingen leise durch die Nacht / Addio, mein blondes Mädel | 35270        |
| 1960 | Tahiti / Das Wunder einen Sternennacht                             | 35280        |
| 1960 | Ein Boot, eine Mondnacht und du / Nachts in Rom                    | 35575        |
| 1961 | Weites Land / Am Lido wartet eine Gondel (A+B: & Nina Zacha)       | 35608        |
| 1961 | Eine Insel aus Träumen geboren / Träumen von der Südsee            | 45422        |
| 1961 | Sweetheart-Guitar / Das Tal der weißen Rose                        | 45210        |
| 1962 | Ich habe im Leben nur dich / Keiner weiß wohin                     | 45300        |
| 1962 | Hörst du das Lied / Der bunte Hochzeitswagen (A+B: & N. Zacha)     | 45309        |
| 1962 | Weil ich weiß, daß wir uns wiederseh’n / Maro, Maro                | 45383        |
| 1963 | Lebe wohl, du Blume von Tahiti / Der Wind hat sich gedreht         | 10028        |
| 1963 | Bald kommt der Tag / Gold im Sonnenschein                          | 10242        |
| 1963 | Fontana Di Trevi / So kommt ein Stern in der Nacht                 | 12577        |
| 1963 | Vaya Con Dios / Aloha oe                                           | 10424        |
| 1965 | O Potamos / Chlipa Cambana                                         | 18228        |
|      |                                                                    | Vogue        |
| 1963 | Komm fahr mit mir / Wenn ich geh                                   | 14082        |
| 1964 | Adios My Darling / Little Moonlight-Love                           | 14108        |
| 1964 | Mutter / Solange du da bist                                        | 14137        |
| 1964 | Mit jedem Tag / Träume                                             | 14185        |
| 1965 | Bella Annabell / Alter Joe                                         | 14362        |
|      |                                                                    | Philips      |
| 1969 | Nie war diese Welt so schön / Es kommt der Tag                     | 388384       |
| 1970 | Nach Regen gibt es wieder Sonnenschein / Dreimal wird gedreht      | 6003002      |
|      |                                                                    | Electrola    |
| 1975 | Es gibt ein Wiedersehn / Komm mit mir                              | 41051        |
|      |                                                                    | Jupiter      |
| 1976 | Mädchen von Samos / Lebwohl Athen                                  | 16946        |

### Vinylalbums
| Jaar | Titel                          | Catalogusnr. |
| 1961 | Unter südlicher Sonne          | Ariola 31045 |
| 1978 | Die großen Erfolge von gestern | Ariola 27241 |

### Compactdiscs
| Jaar | Titel                                          | Label           |
| 1996 | Gitarren klingen leise durch die Nacht         | Bear Family     |
| 2002 | Insel der Träume – Das Beste von Jimmy Makulis | BMG Ariola      |
| 2012 | Auf Cuba sind die Mädchen braun                | Universal Music |

## Filmografie
- 1956: Hilfe – sie liebt mich!
- 1956: Das alte Försterhaus
- 1956: Einmal eine große Dame sein
- 1957: Mein Schatz ist aus Tirol
- 1958: Mädchen für die Mambo-Bar
- 1960: Schlagerparade 1960
- 1960: Wegen Verführung Minderjähriger
- 1961: Auf den Straßen einer Stadt
- 1961: Ramona
- 1962: Café Oriental
- 1963: Hochzeit am Neusiedler See
- 1966: Das Spukschloß im Salzkammergut

1957: Bob Martin · 
1958: Liane Augustin · 
1959: Ferry Graf · 
1960: Harry Winter · 
1961: Jimmy Makulis · 
1962: Eleonore Schwarz · 
1963: Carmela Corren · 
1964: Udo Jürgens · 
1965: Udo Jürgens · 
1966: Udo Jürgens · 
1967: Peter Horton · 
1968: Karel Gott · 
1971: Marianne Mendt · 
1972: Milestones · 
1976: Waterloo & Robinson · 
1977: Schmetterlinge · 
1978: Springtime · 
1979: Christina Simon · 
1980: Blue Danube · 
1981: Marty Brem · 
1982: Mess · 
1983: Westend · 
1984: Anita · 
1985: Gary Lux · 
1986: Timna Brauer · 
1987: Gary Lux · 
1988: Wilfried · 
1989: Thomas Forstner · 
1990: Simone · 
1991: Thomas Forstner · 
1992: Tony Wegas · 
1993: Tony Wegas · 
1994: Petra Frey · 
1995: Stella Jones · 
1996: George Nussbaumer · 
1997: Bettina Soriat · 
1999: Bobbie Singer · 
2000: The Rounder Girls · 
2002: Manuel Ortega · 
2003: Alf Poier · 
2004: Tie Break · 
2005: Global Kryner · 
2007: Eric Papilaya · 
2011: Nadine Beiler · 
2012: Trackshittaz · 
2013: Natália Kelly · 
2014: Conchita Wurst · 
2015: The Makemakes · 
2016: Zoë · 
2017: Nathan Trent · 
2018: Cesár Sampson · 
2019: PÆNDA · 
2021: Vincent Bueno · 
2022: LUM!X feat. Pia Maria · 
2023: Teya & Salena · 
2024: Kaleen · 
2025: JJ
- Biblioteca Nacional de España: XX4660843
- Gemeinsame Normdatei: 13459830X
- International Standard Name Identifier: 0000 0001 1576 2655
- Library of Congress Control Number: no2006029348
- MusicBrainz: 0c5861a4-0442-402c-9b4f-d6babe39beb0
- Virtual International Authority File: 79688915
- WorldCat: E39PBJmtyX36vHxrwjbbFmMByd